# Route nationale 48 (France)
Pour les articles homonymes, voir N48 et Route nationale 48.
La route nationale 48 en France n'existe plus sous ce nom de nos jours. Elle a été déclassée en D 935 dans les années 1970. Elle reliait autrefois Valenciennes à la frontière franco-belge vers Péruwelz.
Elle n'a pas été renommée RD 948 car, dans le Nord, ce numéro a été attribué à l'ex RN 348 qui reliait Cassel à Ypres via Steenvoorde.

## Ancien tracé de Valenciennes à Vieux-Condé (D 935)
- Valenciennes
- Anzin
- Bruay-sur-l'Escaut
- Escautpont
- Condé-sur-l'Escaut
- Vieux-Condé
- Belgique N 60